# Els Picapedra
Els Picapedra (en anglès The Flintstones) és una exitosa sèrie d'animació de la productora Hanna Barbera Productions. Va ser estrenada per la cadena estatunidenca ABC el 30 de setembre del 1960 i va ser emesa fins a l'1 d'abril del 1966. Als Països Catalans ha estat emesa per TV3, el Canal Super3 i Canal 9.
És la sèrie més important que ha produït Hanna-Barbera, sent la primera en emetre's en horari de màxima audiència. Després de 166 episodis, va acabar el 1966 com la sèrie de dibuixos animats més llarga de la història en aquest horari, fins que va ser superada pels Simpson.
El 2013, TV Guide va classificar The Flintstones com la segona sèrie de dibuixos animats de televisió més gran de tots els temps (després de The Simpsons).

## Visió general
L'espectacle està ambientat en una versió còmica de l'Edat de Pedra, però afegint funcions i tecnologies que s'assemblen a l'Amèrica suburbana de mitjan segle xx. Les trames s'assemblen deliberadament a les de les sitcoms de l'època, amb les famílies Picapedra i Terregam que entren en conflictes menors característics de la vida moderna. L'espectacle està ambientat a la ciutat de l'edat de pedra de Rocadura (Bedrock) (població 2.500). Es mostren dinosaures i altres animals no aviaris com a coexistents durant l'època dels homes de les cavernes, dents de sabres i mamuts llanosos.
L'historiador de l'animació Christopher P. Lehman considera que la sèrie pren el seu humor en part dels usos creatius de l'anacronisme. La principal és la col·locació d'una societat "moderna" del segle XX a la prehistòria. Aquesta societat s'inspira en la dispersió urbana desenvolupada en les dues primeres dècades de la postguerra. Aquesta societat compta amb electrodomèstics moderns, però funcionen mitjançant l'ús d'animals. Tenen automòbils, però amb prou feines s'assemblen als cotxes del segle xx. Aquests cotxes són grans estructures de fusta i roca i no consumeixen combustible. Són alimentats per persones que corren mentre estan dins d'ells. Tanmateix, aquesta representació és inconsistent. En algunes ocasions, se sap que els cotxes tenen motors (amb efectes de so adequats), que requereixen claus d'encesa i gasolina. Fred podria entrar a una benzinera i dir: "Emplena-ho amb Ethel", que es bomba a través del tronc d'un mamut llanut marcat amb "ETHEL". Si el cotxe circula a peu o amb gasolina varia segons les necessitats de la història. Finalment, les cases de pedra d'aquesta societat estan ubicades en barris típics dels suburbis nord-americans de mitjan segle xx.

## Repartiment

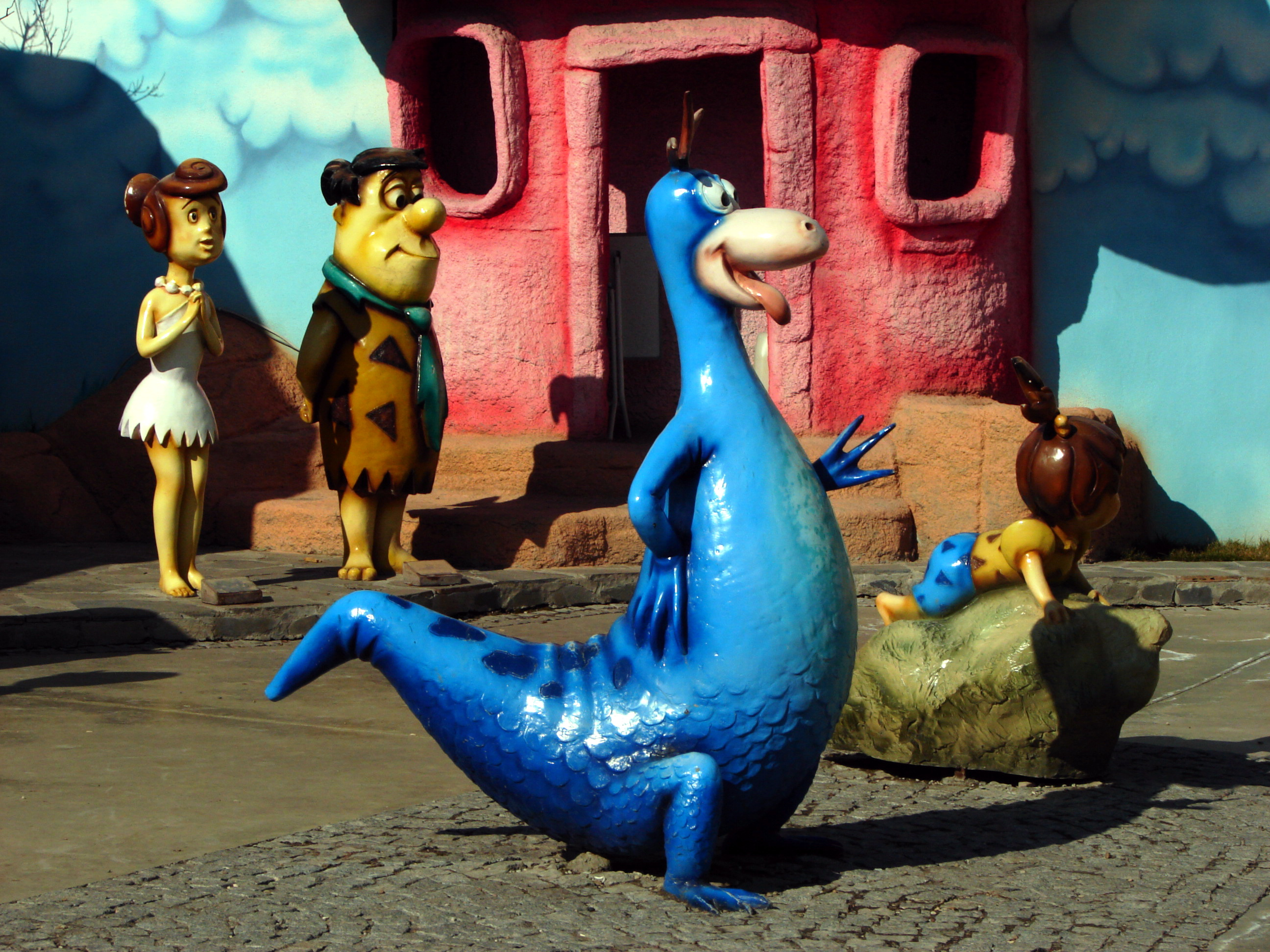
Figures de Wilma, Fred, Dino i Pebles, al parc d'atraccions Harikalar Diyarı d'Ankara.

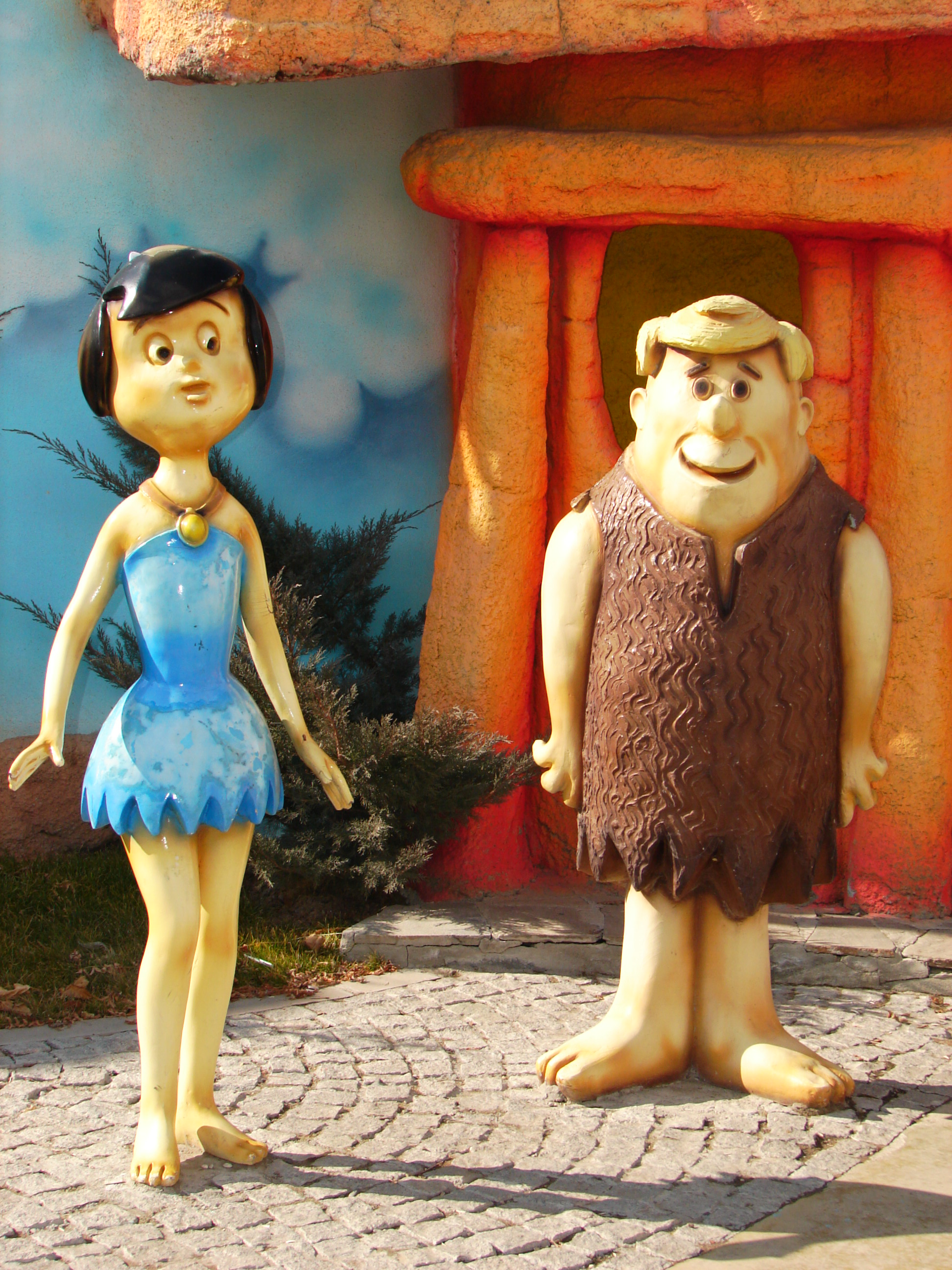
Figures de Betty i Barney, al parc d'atraccions d'Ankara.

- Fred Picapedra/ Pere Picapedra (Fred Flintstone a l'original) – Alan Reed i Henry Corden després de 1977
- Wilma Picapedra (Wilma Flintstone)/Pebbles Picapedra/Cudolet Picapedra (Pebbles Flintstone) – Jean Vander Pyl
- Barney Terregam/ Pau Marbre (Barney Rubble) – Mel Blanc; Daws Butler (temporada 2; episodis 1, 2, 5, 6, i 9)
- Betty Terregam/ Betty Marbre (Betty Rubble) – Bea Benaderet (temporades 1–4); Gerry Johnson (temporades 5–6)
- Bam-Bam Terregam/ Bam-Bam Marbre (Bamm-Bamm Rubble)/Hoppy/Arnold – Don Messick
- Dino – Mel Blanc
- Senyor Pissarra[7] (Mr. Slate) – John Stephenson
- Mrs. Slaghoople – Verna Felton i Janet Waldo
- The Great Gazoo – Harvey Korman

En català central, la veu de Fred Picapedra era de Joan Crosas, la de Wilma Picapedra era d'Àngels Gonyalons, Barney Terregam va ser interpretat per Jaume Lleal, i la de Betty Terregam va posar-la Mercè Segarra. En valencià central aquests papers van ser interpretats respectivament per Felip Bau, Tica Grau, Miquel Benito i Montse Anfruns, però amb els noms dels personatges traduïts de la versió castellana.

## Episodis
| Temporada | Temporada | Episodis | Emissió original       | Emissió original   |
| Temporada | Temporada | Episodis | Inici                  | Final              |
| --------- | --------- | -------- | ---------------------- | ------------------ |
|           | 1         | 28       | 30 de setembre de 1960 | 7 d'abril de 1961  |
|           | 2         | 32       | 15 de setembre de 1961 | 27 d'abril de 1962 |
|           | 3         | 28       | 14 de setembre de 1962 | 5 d'abril de 1963  |
|           | 4         | 26       | 19 de setembre de 1963 | 12 de març de 1964 |
|           | 5         | 26       | 17 de setembre de 1964 | 12 de març de 1965 |
|           | 6         | 26       | 17 de setembre de 1965 | 1 d'abril de 1966  |

## Música
El tema inicial i final dels crèdits durant les dues primeres temporades es deia "Rise and Shine". La melodia s'assemblava al tema d'obertura de Bugs Bunny, que també s'emetia a ABC en aquell moment, i pot haver estat la raó per la qual el tema va ser canviat a la tercera temporada. A partir de la temporada 3, episodi 3 ("Barney l'Invisible"), el tema inicial i final dels crèdits era la coneguda "Meet the Flintstones", composta el 1961 per Hoyt Curtin, Joseph Barbera i William Hanna. Aquesta versió es va gravar amb una Big Band de 22 instruments i els Randy Van Horne Singers. La melodia es creu inspirada per una part de la secció 'B' del Moviment 2 de la Moviment 2 de la Sonata per a piano núm. 17 de Beethoven, composta el febrer de 1801. L'obertura "Meet the Flintstones" es va afegir més tard a les dues primeres temporades per a la sindicació. Les músiques de fons van ser acreditades a Hoyt Curtin durant les primeres cinc temporades del programa; Ted Nichols va agafar el relleu el 1965 per a la temporada final. Molts episodis inicials utilitzaven músiques de fons compostes per a "Top Cat" i "The Jetsons". Els episodis de les dues últimes temporades van utilitzar músiques de fons de "Jonny Quest" per a les històries més aventureres.

## Sèries derivades i pel·lícules per a televisió
L'espectacle es va reactivar a principis dels anys setanta amb Pebbles i Bam-Bam convertits en adolescents, i diverses sèries diferents i pel·lícules per a televisió (emeses principalment el dissabte al matí), amb uns quants que en horari de màxima audiència), incloent una sèrie que representa a Fred i Barney com a agents de policia, una altra que representa els personatges de nens, i encara d'altres amb Fred i Barney trobant-se el superheroi de Marvel Comics La cosa i el personatge de tira còmica de The Shmoo han aparegut al llarg dels anys. El programa original també es va adaptar a una pel·lícula d'acció en viu The Flintstones el 1994, i a una preqüela, «The Flintstones in Viva Rock Vegas», que la va seguir el 2000. A diferència de el seu programa germà The Jetsons (els dos programes van aparèixer en una pel·lícula crossover feta per a la televisió The Jetsons Meet the Flintstones, 1987).
Sèries originals
- The Pebbles and Bamm-Bamm Show (1971–72) (una temporada)
- The Flintstone Comedy Hour (1972–73) (una temporada)
- The New Fred and Barney Show (1979) (una temporada)
- The Flintstone Comedy Show (1980–82) (dues temporades)
- The Flintstone Kids (1986–88) (dues temporades)
- What a Cartoon! – presentant Dino: Stay Out! (1995) i Dino: The Great Egg-Scape (1997)
- Cave Kids (1996) (una temporada)
- Yabba-Dabba Dinosaurs (2020)[15][16]

Sèries recopilatòries
- The Flintstone Comedy Hour|The Flintstone Comedy Show (1973–74)
- Fred Flintstone and Friends (1977–78)
- Fred and Barney Meet the Thing (1979)
- Fred and Barney Meet the Shmoo (1979–80)
- The Flintstone Funnies (1982–84)

Especials per a televisió
- The Flintstones on Ice (1973)
- El Nadal dels Picapedra (A Flintstone Christmas) (1977)
- The Flintstones: Little Big League (1978)
- Els Picapedra al castell de Rockula i Frankesrock (The Flintstones Meet Rockula and Frankenstone) (1979)
- The Flintstones' New Neighbors (1980)
- The Flintstones: Fred's Final Fling (1980)
- The Flintstones: Wind-Up Wilma (1981)
- The Flintstones: Jogging Fever (1981)
- The Flintstones' 25th Anniversary Celebration (1986)
- The Flintstone Kids' "Just Say No" Special (1988)
- Hanna-Barbera's 50th: A Yabba Dabba Doo Celebration (1989)
- A Flintstone Family Christmas (1993)

Pel·lícules per a televisió
- Els Supersònics coneixen els Picapedra (The Jetsons Meet the Flintstones) (1987)
- I Yabba-Dabba Do! (1993)
- Hollyrock-a-Bye Baby (1993)
- A Flintstone Family Christmas (1993)
- A Flintstones Christmas Carol (1994)
- The Flintstones: On the Rocks (2001)

## En altres mitjans

### Pel·lícules d'animació
- Un agent anomenat Picapedra (1966, publicada per Columbia Pictures)

### Pel·lícules educatives
- The Flintstones: Library Skills Series (Sound Filmstrip Kit, Xerox Films)
  - Barney Borrows a Book (1976)
  - Barney Returns a Book (1976)
- Energy: A National Issue (1977)
- Hanna-Barbera Educational Filmstrips
  - Bamm-Bamm: Bamm-Bamm Tackles a Term Paper (1978)
  - Bamm-Bamm: Information Please (1979)
  - The Flintstones: A Weighty Problem (1980)
  - The Flintstones: Fire Alarm (1980)
  - The Flintstones: Fire Escape (1980)
  - The Flintstones' Driving Guide (1980)
- Learning Tree Filmstrip Set
  - Learning About Families with The Flintstones (1982)
  - Learning About Basic Needs with The Flintstones (1982)

### Pel·lícules d'animació directes a DVD
- The Flintstones & WWE: Stone Age SmackDown! (2015)

### Pel·lícules d'acció real
- The Flintstones (1994)
- The Flintstones in Viva Rock Vegas (2000)

### Còmics
Tires còmiques
- La tira còmica The Flintstones va començar a publicar-se el 2 d'octubre de 1961.[17] Il·lustrada per Gene Hazelton i Roger Armstrong, i distribuida per McNaught Syndicate, va publicar-se de 1961 a 1988.

Després que McNaught va deixar de treballar, "The Flintstones" va ser recollit per Editors Press Service i dibuixat per Karen Machette fins a finals dels anys noranta.
Comic books
- Western Publishing va publicar diversos títols d'Els Picapedra de 1961 a 1970: 
  - The Flintstones per Dell Comics de 5 números a 1961–62 i per Gold Key Comics per 54 números a 1962–70¹
  - The Flintstones Bigger and Boulder per Gold Key per 2 números a 1962 i 1966²
  - Cave Kids per Gold Key de 16 números a 1963–67, que representa aventures de nens ambientats a l'era dels Picapedra (amb números amb Pebbles i Bamm-Bamm)
  - The Flintstones at the New York World's Fair de Warren Publishing a 1964
  - The Flintstones Top Comics per Gold Key de 4 números a 1967
- Permabooks va publicar The Flintstones featuring Pebbles a 19633
- City Magazines va publicar 1 números de dimensions reduides (digest-sized) The Flintstones Mini-Comic el 19654
- Charlton Comics va publicar diversos còmics d'Els Picapedra de 1970 a 1977:
  - The Flintstones and Pebbles de 50 números de 1970 a 1977
  - Pebbles and Bamm Bamm de 36 números entre 1972–76
  - Barney and Betty Rubble de 23 números entre 1973–76
  - Dino de 20 números entre 1973–77
  - The Great Gazoo de 20 números entre 1973–77
- Brown Watson va publicar 1 annual The Flintstones Annual el 1976
- Marvel Comics va publicar 9 números d'Hanna-Barbera's The Flintstones entre 1977–79
  - The Flintstones Christmas Party issue #1 in 1977
  - Marvel també va publicar 11 números de The Flintstone Kids, mostrant els personatges com a nens, a la seva impremta Star Comics entre 1987–89
- Blackthorne Publishing va publicar 4 números de The Flintstones 3-D entre 1987–88
- Harvey Comics va publicar diversos còmics d'Els Picapedra de 1992 a 1994:
  - The Flintstones de 13 números, 1992–94
  - The Flintstones Big Book de 2 números, 1992–93
  - The Flintstones Giant Size de 3 números, 1992–93
  - Pebbles and Bamm-Bamm de 3 números, 1993–94
  - The Flintstones Doublevision 1 números el 1994
- Archie Comics va publicar un títol de The Flintstones de 22 números, 1995–97
- DC Comics va publicar un títol The Flintstones and the Jetsons de 21 números, 1997–99
  - DC també va publicar una sèrie de 12 números de contingut més madur i satíric The Flintstones per Mark Russell i Steve Pugh el 2016–17[19]

Notes:

¹ Els 5 números de Dell porten els números 2–6, la primera història d'Els Picapedra de Dell es va produir a Dell Giants nº 48, 1961. Els 54 números de Gold Key continuen la numeració del 7 al 60

² Els dos números són identics i una reimpressió de sèrie anteriors de Gold Key

3 The Flintstones featuring Pebbles és en part material nou i en part reimpressió. És la primera aparició de Pebbles fora de les sèries de televisió

4 Flintstones Mini-Comic va ser un suplement d'un número de Huckleberry Hound Weekly